# 愛しあうには若すぎて
「愛しあうには若すぎて」（あいしあうにはわかすぎて）は、1976年7月25日にCBS・ソニー（現：ソニー・ミュージックレーベルズ）から発売された豊川誕の6枚目のシングルである。

## 収録曲
- 両曲、作詞:中村泰士、作曲:中村泰士、編曲:竜崎孝路

1. 愛しあうには若すぎて [3:02]
2. やさしい言葉 [2:34]